# Bldan
Bldan är ett vattendrag i Armenien. Det ligger i den centrala delen av landet, 70 kilometer norr om huvudstaden Jerevan.
Trakten runt Bldan består i huvudsak av gräsmarker. Runt Bldan är det ganska tätbefolkat, med 72 invånare per kvadratkilometer.